# Opper-Silezië

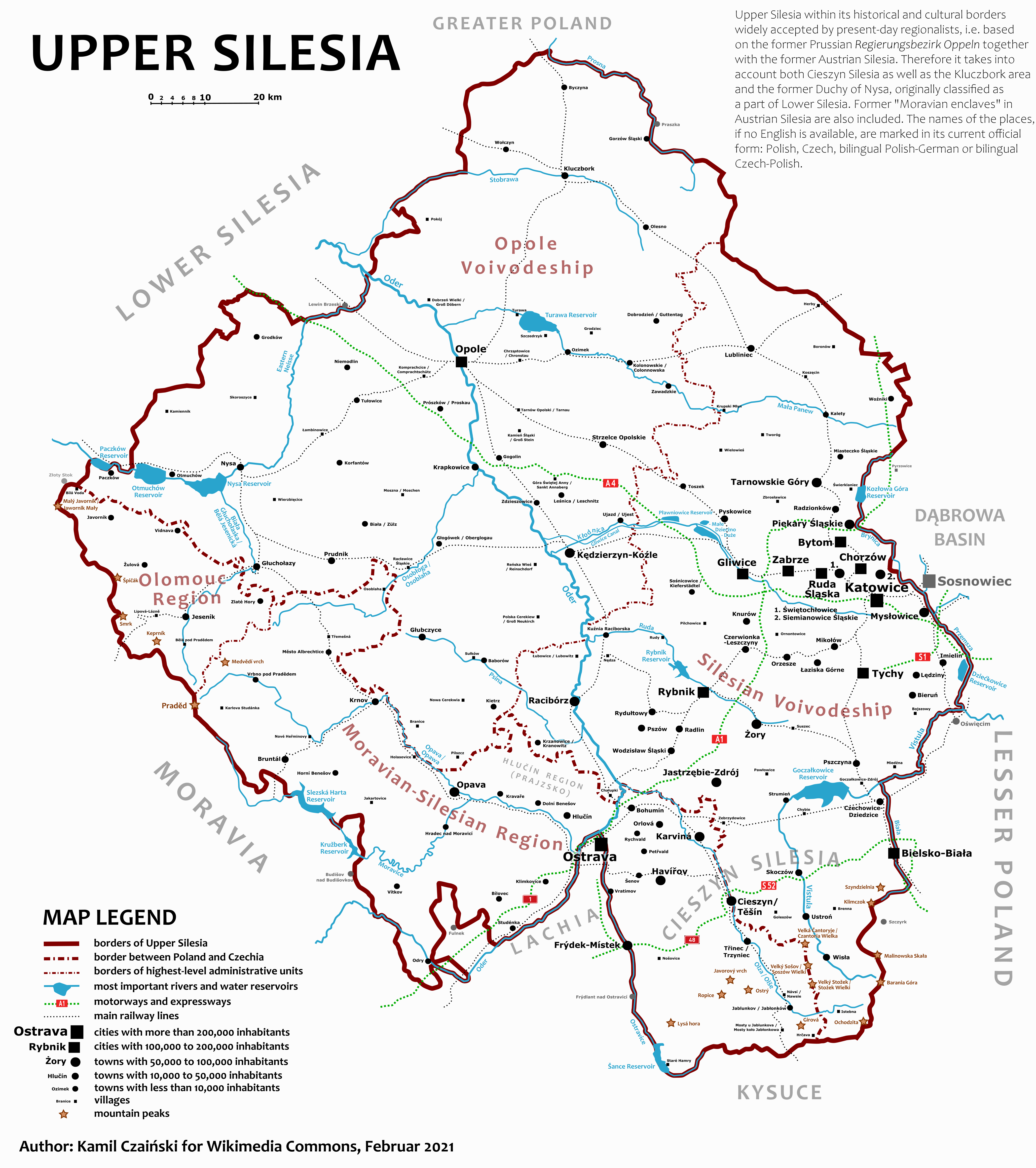
Hedendaagse kaart van Opper-Silezië (in het Engels)

Vlag van Opper-Silezië

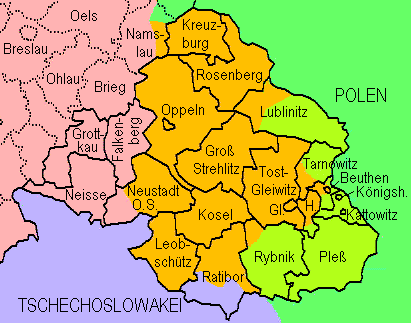
Het plebisciet in Opper-Silezië in 1921.
Doorlopende lijnen: Duitse Rijksgrens van 1918 en Opper-Silezische districten.
Stippellijnen: Neder-Silezische districten.
Lila: Tsjecho-Slowakije, met inbegrip van Duitsland verkregen gebieden.
Groen: Polen, met inbegrip van zonder plebisciet van Duitsland verworven gebieden.
Geelgroen: op grond van de uitslag aan Polen toegevallen gebieden.
Oranje: op grond van de uitslag bij Duitsland gebleven gebieden.

Opper-Silezië is het zuidoostelijke, hoger gelegen gedeelte van Silezië dat zich na de oorlog voornamelijk in het zuiden van Polen en voor een klein (zuidwestelijk) deel in het noordoosten van Tsjechië bevindt. De voormalig Duitse, sinds 1945 Poolse, en de voormalig Oostenrijkse, sinds 1919 en 1945 Tsjechische delen waren in 1742 als resultaat van de Silezische oorlog bij verdrag aan het koninkrijk Pruisen toegewezen. Dat eerst Pruisische en later Duitse Opper-Silezië werd in de 19de eeuw ontwikkeld tot het tweede industriegebied van het Duitse Rijk (na het Roergebied). In 1919 werd het na een volksstemming verdeeld tussen Duitsland en het nieuw opgerichte Polen. In 1945 werd ook het Duitse deel Pools en nu wordt het geheel voor een groot deel in beslag genomen door het grote industriegebied rondom Katowice, waartoe ook steden als Gliwice, Zabrze, Bytom en Chorzów behoren. Het inwonertal van het gebied bedraagt circa 3.487.000 (2001), waarmee het een van de grootste metropolen van Europa is. Het in 1919 Tsjecho-Slowaaks geworden deel is industrieel minder sterk ontwikkeld en draagt nog altijd een agrarisch karakter, met uitzondering van de industrie-concentratie in en rond Ostrava.

## Geschiedenis

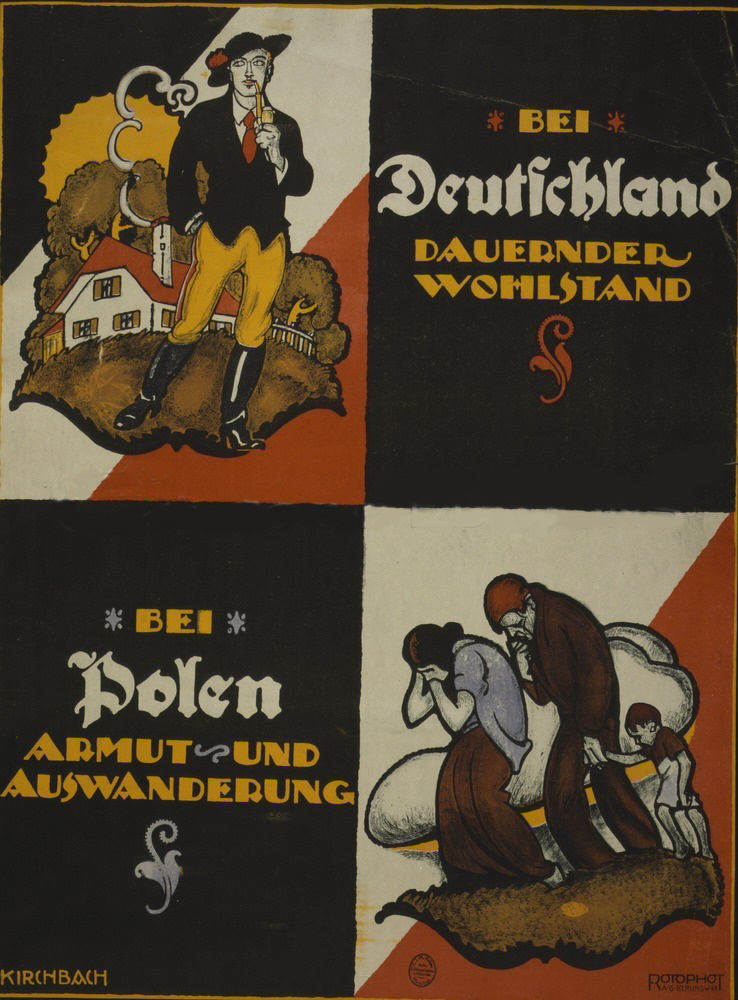
Affiche ten tijde van het plebisciet. "Bij Duitsland blijvende welvaart; bij Polen armoede en leegloop"

Opper-Silezië was, samen met Neder-Silezië, van 1526 tot 1742 Oostenrijks en van 1742 tot aan het einde van de Eerste Wereldoorlog Pruisisch. De hervorming bereikte deze gebieden na 1520 en werd na het midden van de 16e eeuw door de Contrareformatie vooral in Opper-Silezië met succes bestreden. Het nu opgelegde katholicisme hield ook de band met de Poolse taal en cultuur in stand, langer dan in Neder-Silezië dat grotendeels luthers werd. Pas in 19e eeuw zou het Duitstalige element toch dominant gaan worden. Dit gebeurde tijdens de ontwikkeling van de mijnbouw en de daarmee verband houdende industrialisering en ermee gepaard gaande verstedelijking. Het eeuwenlang agrarische gebied werd na 1860 verstedelijkt tot een 'tweede Roergebied van Duitsland'. De Oppersilezische grootgrondbezitters speelden een grote rol en verrijkten zich aanzienlijk in deze ontwikkeling. Zij koesterden een traditionele band met Habsburg via hun rooms-katholicisme dat hun ook gezag verleende in de samenleving en de Kerk. De economische integratie in het Duitse Rijk bracht, vooral in de snel groeiende steden, een culturele verduitsing met zich mee. Deels berustte deze op de vestiging van lutherse Duitstaligen uit Neder-Silezië en overig Pruisen, die een maatschappelijke bovenlaag van ambtenaren in het openbaar bestuur en technische specialisten in de mijnbouw en de industrie vormden. Zij vormden een tiende tot een vijfde van de bevolking. Het staatsonderwijs zorgde ervoor dat vooral in de industriesteden de Opper-Sileziërs tweetalig werden en velen via deze tweetaligheid gaandeweg verduitsten (germanisering). Statistieken laten zien dat het aantal Duitstaligen in geheel Opper-Silezië, waartoe ook westelijke Duitstalige gebieden behoorden, in de 19de eeuw toenam van 30 tot 40%. Hoewel vooral de stedelingen in het industriegebied tweetalig en in toenemende mate Duitstalig werden, bleef een grote meerderheid van de plattelandsbevolking in de omringende dorpen Poolse dialecten spreken en daarom maakte het in 1919 heropgerichte Polen aanspraak op het gebied, waartegen weer fel verzet ontstond van de Duitsgezinde Sileziërs. Tot aan de volksstemming in 1922 zouden vier onbesliste burgeroorlogen gevoerd worden tussen Duits- en Poolsgezinden.
Het Verdrag van Versailles bepaalde dat de bevolking in een volksraadpleging mocht bepalen bij welke staat zij wilde behoren. Dit referendum zou alleen in tweetalige gebieden worden gehouden en niet in de westelijke randdistricten van de provincie met een voor 90% of meer Duitstalige bevolking. 60% van de mensen die een stem uitbrachten koos voor Duitsland en dat vond de Entente te weinig om het hele gebied bij Duitsland te laten. Op de Ambassadeursconferentie van Parijs werd uiteindelijk besloten om het gebied in twee te verdelen. Het mijnbouw- en industriegebied van Oost-Opper-Silezië met de steden Katowice (Kattowitz), Gliwice (Gleiwitz), Zabrze (Hindenburg) en Chorzów (Königshütte) werd aan Polen toegewezen, terwijl de rest bij de Duitse Vrijstaat Pruisen kwam. 
Opper-Silezië had tot de Tweede Wereldoorlog een zeer gemengde bevolking. Voor de verdeling sprak in 1910 op een totale bevolking van 40% Duits en 55% Pools. Na de verdeling sprak in het bij Duitsland gebleven westelijke deel 60% Duits, 11% Pools en 28% beide talen. In het bij Polen gevoegde oostelijke deel (Województwo Śląsk of Ostoberschlesien) was een derde van de bevolking Duitstalig, hoewel deze merendeels tweetalig waren. Volgens het verdelingsverdrag na de volksraadpleging hadden de inwoners van de autonome woiwodschap recht op Duits onderwijs. Hiervan kwam weinig terecht. Tot en met 1926 vertrokken 150.000 Sileziërs uit het westelijke gebied naar Polen en 200.000 uit het oostelijke  gebied naar Duitsland. Poolse immigranten die Duitse ambtenaren en kantoorpersoneel vervingen werden door autochtone Sileziërs als vreemdelingen beschouwd. Hun propagandistisch uitgebuit verzet tegen vermeende achterstelling was in 1939 voor de nationaalsocialisten een van de voorwendsels om Polen binnen te vallen (Fall Weiss), na een zogenaamde bezetting door Poolse provocateurs van het radiostation van Gleiwitz aan de Duitse zijde van de grens. Onder het nationaalsocialistische regime werd het gebied binnen het Groot-Duitse Rijk gebracht en uitgebreid met aangrenzende delen van Polen, waaronder Auschwitz, en het voormalige Oostenrijks-Silezië, dat van 1919 tot 1938 Tsjecho-Slowaaks was geweest. Het gebruik van het Pools in het openbaar werd verboden en de bevolking moest zich als Duitser laten registreren op de zogenaamde "Deutsche Volksliste". Weigering betekende op termijn onteigening en uitwijzing naar het Generaal-gouvernement.   
Na de Tweede Wereldoorlog werd de Oder-Neissegrens als nieuwe Pools-Duitse grens vastgesteld en vanaf toen was geheel Silezië Pools. De Duitstaligen vluchtten of werden verdreven. Degenen die Pools of Silezisch spraken (60%) mochten blijven als zij Pools staatsburger werden. Hier ging een taalkundige en een politieke toetsing aan vooraf en soms een veroordeling en gevangenschap wegens collaboratie. De verdenking van collaboratie zou de bevolking lange tijd achervolgen, want tijdens de oorlog waren dienstplichtige Oppersileziërs opgeroepen in de Duitse Wehrmacht of tewerkgesteld in paramilitaire diensten. De Silezische bevolking werd verboden in het openbaar Duits te spreken. In het onderwijs werd Duits verbannen, ook als "vreemde taal", wat elders in Polen wel mogelijk was. Ondanks dit beleid van polonisering bleef een Duitse minderheid van enkele honderdduizenden Sileziërs bestaan in de omgeving van Opole (Oppeln). Door het verbod om de Duitse taal te gebruiken zijn de na 1945 geboren generaties primair het Pools gaan gebruiken, maar zijn vaak nog tweetalig. Na het sluiten van akkoorden tussen Polen en de Bondsrepubliek Duitsland zijn grote aantallen geëmigreerd naar Duitsland. Tussen 1950 en 1956 60.000, in 1957 en 1958 216.000, tussen 1960 en 1980 300.000 en in 1988 en 1989 na de val van het IJzeren Gordijn 800.000. Na 1990 kregen de achterblijvers het recht om naast hun Poolse staatsburgerschap ook de Duitse nationaliteit aan te vragen en velen zochten met een Duits paspoort werk in Duitsland. De noodzaak om definitief te emigreren was daarmee verdwenen. 
Sinds 1990 is een politieke strijd gaande tussen Poolse centralisten en Silezische regionalisten. Een deel van de laatsten eiste de status van eigen nationaliteit voor zich op maar werd daarin ongrondwettelijk verklaard. Beroep bij het Europese Hof in Straatsburg mocht hen niet helpen maar de afwijzende houding van 'Warschau' bracht een verdubbeling teweeg van het aantal "nationale Sileziërs" tussen de registraties bij de volkstellingen van 2001 en 2011 (tot ca. 370.000). Met name beschuldigingen uit nationalistische Poolse (regerings-)kringen dat zij "Duitsers" zouden zijn die zich vermomden als regionalisten en heulden met revanchisten in Duitsland, zetten kwaad bloed en hadden een averechtse uitwerking.

## Tram
- Zie tram in Opper-Silezië voor een geschiedenis van het tramvervoer in Opper-Silezië.